# Thelaxes californica
Thelaxes californica är en insektsart som först beskrevs av Davidson 1919.  Thelaxes californica ingår i släktet Thelaxes och familjen långrörsbladlöss. Inga underarter finns listade i Catalogue of Life.